# Jihad (песня)
«Jihad» (рус. Джихад) — песня американской трэш-метал-группы Slayer, вошедшая в альбом 2006 года Christ Illusion. Песня изображает воображаемую точку зрения террориста, участвовавшего в терактах 11 сентября 2001 года, и завершается разговорами, взятыми из слов, оставленных Мухаммедом Аттой; ФБР назвало Атту «главным террористом-смертником» первого самолета, врезавшегося во Всемирный торговый центр. «Jihad» был в основном написан гитаристом Джеффом Ханнеманом; тексты песен были написаны в соавторстве с вокалистом Томом Арайей.
Пресса неоднозначно отреагировала на песню, и обзоры, как правило, были сосредоточены на спорной тематике текста. Песню сравнивали с треком Slayer 1986 года «Angel of Death», также написанным Ханнеманом, который тоже вызвал возмущение после его выпуска.
Джозеф Диас из мумбайской христианской группы «Catholic Secular Forum» выразил обеспокоенность по поводу текста «Jihad» и внес свой вклад в отзыв на «Christ Illusion» компанией EMI India, которая на сегодняшний день не планирует переиздание в Индии. Отдел стандартов и практики вещания ABC-TV подвергнул цензуре песню во время первого появления Slayer на американском телевидении в Jimmy Kimmel Live! 19 января 2007 года. Только первая минута песни транслировалась поверх титров шоу, таким образом, пропустив 40 % текста.

## Истоки
И Ханнеман, и Арайя ранее писали спорные тексты в прошлых треках Slayer. Ханнеман написал такие песни, как «Angel of Death» и «SS-3», в которых рассказывалось о зверствах, совершенных нацистскими деятелями, такими как врач концентрационного лагеря Освенцим Йозеф Менгеле и Рейнхард Гейдрих. Арайя углубился в жизнь серийных убийц, таких как Джеффри Дамер и Эд Гейн в треках «213» и «Dead Skin Mask» соответственно. Песня написана от лица террориста, совершающего теракт. Кульминацией песни является устный текст, взятый из мотивационного письма, оставленного Мохаммедом Аттой, который был назван ФБР главным террористом-смертником рейса 11 American Airlines, первого самолета, врезавшегося во Всемирный торговый центр во время терактов 11 сентября 2001 года.
Гитарист Керри Кинг был откровенен в своей защите «Jihad» и утверждал, что песня — «самый крутой аспект» Christ Illusion. «Эти новые песни совсем не политические, — заявляет Кинг, — „Jihad“, „Eyes of the Insane“ — это то, что извергается на нас из телевизора». Он также уточнил, что группа не пыталась пропагандировать взгляды террористов на войну или их идеологические убеждения.
Американский певец и автор песен Стив Эрл попытался применить аналогичную концепцию в написании «John Walker’s Blues» из альбома 2002 года «Jerusalem», написанного от лица уроженца Вашингтона Джона Уокера Линда, члена движения «Талибан», захваченного во время вторжения США в Афганистан в 2001 году. Эрла критиковали за этот трек; Кинг ожидал аналогичной реакции на «Jihad».

## Структура композиции
«Jihad» сыграна в стандартном темпе 4/4 и длится 3 минуты 31 секунду. Открывает трек рифф в исполнении Джеффа Ханнемана, в то время как Дэйв Ломбардо бьёт по хай-хэту. Плавно смешивая темп, группа строит песню с быстрым «шатким, запоминающимся и угловатым» гитарным риффом, напоминающим брейк в «Angel of Death» 1986 года. Этот гитарный рифф замедляется, прежде чем снова вырваться вперед в двух тактах, подкрепленных игрой Ломбардо на барабанах.
Рецензент IGN Энди Патрицио пренебрежительно отозвался о музыкальной структуре песни по сравнению с другими треками на Christ Illusion: «Flesh Storm», «Skeleton Christ» и «Supremist», и посчитал, что в риффах, темпах и аранжировках было слишком много сходства. Иэн Робинсон из MusicOMH.com также высказался отрицательно, отметив, что песня «завершается трюком Slayer, который теперь становится немного старомодным (но все еще атмосферным)».

## Участники записи
- Керри Кинг — гитара
- Джефф Ханнеман — гитара
- Том Арайя — вокал, бас-гитара
- Дэйв Ломбардо — ударные